# Joachim von Zollern
Joachim von Hohenzollern (* 21. Juni 1554 in Sigmaringen; † 7. Juli 1587 in Cölln an der Spree) war ein Grafensohn aus der schwäbischen Linie des Hauses Hohenzollern.

## Leben
Joachim war der vierte überlebende Sohn des Grafen Karl I. von Hohenzollern (1516–1576) aus dessen Ehe mit Anna (1512–1579), Tochter des Markgrafen Ernst von Baden-Durlach.
Als jüngerer Sohn sollte Joachim die geistliche Laufbahn einschlagen und Domherr werden. Er nahm, um dies zu vermeiden, als einziges Mitglied der schwäbischen Hohenzollern, den lutherischen Glauben an. Er sagte sich von seiner katholischen Familie los und übersiedelte an den protestantischen Hof des brandenburgischen Kurfürsten in Berlin. Sein Glaubensübertritt hatte die Enterbung durch seinen Vater zur Folge. Joachim vermählte sich am 6. Juli 1578 in Lohra mit Anna († 1620), Tochter des Grafen Volkmar Wolf von Hohnstein.
Joachim wurde im Berliner Dom bestattet.

## Nachkommen
Aus seiner Ehe hatte Joachim einen Sohn:
- Johann Georg (1580–1622), Graf von Zollern, Herr zu Königsberg-Kynau

⚭ 1. 1606 Freiin Eleonore von Promnitz (1576–1611)
⚭ 2. 1613 Freiin Katharina Berka von Duba und Leipa († 1633)